# Fahrenheit (musikalbum)
Fahrenheit är musikgruppen Totos sjätte studioalbum, utgivet 1986. Albumet var deras första med sångaren Joseph Williams, som ersatte Fergie Frederiksen. Det innehåller hitlåtarna "I'll Be Over You" och "Without Your Love".
Miles Davis gör ett gästspel på det instrumentala spåret "Don't Stop Me Now".

## Låtlista
| Nr           | Titel                     | Kompositör                    | Sångare      | Längd |
| ------------ | ------------------------- | ----------------------------- | ------------ | ----- |
| 1.           | Till the End              | Paich, Williams               | Williams     | 5:23  |
| 2.           | We Can Make It Tonight    | Bregman, J. Porcaro, Williams | Williams     | 4:15  |
| 3.           | Without Your Love         | Paich                         | Lukather     | 4:32  |
| 4.           | Can't Stand It Any Longer | Lukather, Paich, Williams     | Williams     | 4:38  |
| 5.           | I'll Be Over You          | Goodrum, Lukather             | Lukather     | 3:49  |
| 6.           | Fahrenheit                | Paich, J. Porcaro, Williams   | Williams     | 4:40  |
| 7.           | Somewhere Tonight         | Lukather, Paich, J. Porcaro   | Williams     | 3:42  |
| 8.           | Could This Be Love        | Paich, Williams               | Williams     | 5:13  |
| 9.           | Lea                       | S. Porcaro                    | Williams     | 4:29  |
| 10.          | Don't Stop Me Now         | Lukather, Paich               | Instrumental | 3:03  |
| Total längd: | Total längd:              | Total längd:                  | Total längd: | 43:57 |